# ジャッファ・オレンジ
ジャッファ・オレンジ（Jaffa orange）は、パレスチナ産のオレンジの品種。
大きく、皮が厚く、品質優良であり、非常に甘く、多くは種無しである。
最初にヤーフォー（ヤッフォ、アラビア語でヤーファー：現在テルアビブの一部）の近くで生産が開始されたことから、この名前がある。